# Dan Blocker
Dan Blocker, född som Bobby Dan Blocker den 10 december 1928 i DeKalb, Bowie County, Texas, död 13 maj 1972 i Los Angeles, Kalifornien, var en amerikansk skådespelare. Blocker är känd som mellanbrodern Hoss i tv-serien Bröderna Cartwright.

## Biografi
Blocker föddes i DeKalb i östra Texas, som son till Ora Shack Blocker och Mary Davis. Kort efter hans födelse flyttade familjen till O'Donnell, Texas nära Lubbock. Under sin skoltid gick han på Texas Military Institute och på Sul Ross State Teacher's College i Alpine där han tog examen i dramakonst.
Blocker hade en del olika jobb, bland annat som highschoollärare, skådespelare och rodeoryttare. I sin ungdom arbetade han som utkastare på en ölkrog.
Han blev inkallad och deltog i Koreakriget. Han gifte sig 1952 med Dolphia Parker och de fick fyra barn tillsammans: Dirk, David och tvillingdöttrarna Danna Lynn och Debra Lee.
Blocker avled 1972 i sviterna av en blodpropp vid en gallblåseoperation. 

## Filmografi i urval
- 1956–1958 – Krutrök (TV-serie)
- 1958 – Zorro  (TV-serie)
- 1959–1972 – Bröderna Cartwright (TV-serie)
- 1963 – Slå på trumman bror
- 1968 – Kvinna i cement
- 1970 – Rowan & Martin's Laugh-In (TV-serie)